# Land of the Freaks
Land of the Freaks är det sjunde studioalbumet till det svenska progressiva metal-bandet Freak Kitchen. Albumet släpptes oktober 2009 av det danska skivbolaget Thunderstruck Productions.

## Låtlista
1. "God Save the Spleen" – 4:30
2. "Hip Hip Hoorah" – 4:40
3. "Teargas Jazz" – 5:41
4. "Sick? (Death by Hypochondria)" – 3:59
5. "OK" – 3:46
6. "Honey, You're a Nazi" – 4:21
7. "The Only Way" – 3:20
8. "Murder Groupie" – 4:44
9. "The Smell of Time" – 3:26
10. "One Last Dance" – 4:09
11. "Do Not Disturb" – 3:01
12. "Clean It Up" – 3:45

Text & musik: Mattias "IA" Eklundh (spår 1–6, 8–12), Christer Örtefors (spår 7)

## Medverkande
Musiker (Freak Kitchen-medlemmar)
- Mattias "IA" Eklundh – sång, gitarr
- Björn Fryklund – trummor, tabla
- Christer Örtefors – sång, basgitarr

Bidragande musiker
- Neyveli S. Radhakrishna – violin
- Marie Hjorter – cello
- Thomas Rydell – arrangering
- V. Selvaganesh – kanjeera

Produktion
- Mattias "IA" Eklundh – producent, ljudtekniker, ljudmix
- Roberto Laghi – ljudmix
- Dragan Tanaskovic – mastering
- Thierry Cardinet – omslagskonst
- Fredrik Person – digital manipulering
- Johan Reivén – trumtekniker
- Agnes Stenberg Schentz – assisterande tekniker
- Lennart Sjöberg – foto